# Filiași
Filiași is een stad (oraș) in het Roemeense district Dolj. De stad telt 18.848 inwoners (2002).